# Montreal Wanderers
Montreal Wanderers je nekdanji kanadski hokejski klub iz Montreala, ki je deloval med letoma 1903 in 1918. Nastopali so v ligah FAHL, ECAHA, NHA in krajši čas v NHL. V obdobju pred ustanovitvijo lige NHL so Wanderersi veljali za ene najuspešnejših klubov. 2. januarja 1918 je pogorela Montreal Arena, domača dvorana kluba, zaradi česar so klub razpustili. Dvanajstkrat so nastopili v izzivu za Stanleyjev pokal, od tega so desetkrat zmagali. 

## Pregled sezon
| Sezona   | OT  | Z   | P  | N | Toč | DG   | PG   | Redni del    | Končnica |
| -------- | --- | --- | -- | - | --- | ---- | ---- | ------------ | --- |
| 1904     | 6   | 6   | 0  | 0 | 12  | 38   | 18   | prvi, FAHL   | Predali v izzivu za Stanleyjev pokal (marec 1904, Ottawa Hockey Club) |
| 1904/05  | 8   | 6   | 2  | 0 | 12  | 44   | 27   | drugi, FAHL  | Niso se uvrstili |
| 1906     | 10  | 9   | 1  | 0 | 18  | 74   | 38   | prvi, ECAHA  | Osvojili Stanleyjev pokal (marec 1906, Ottawa Hockey Club), Zmagali v izzivu za Stanleyjev pokal (dcember 1906, New Glasgow Cubs) |
| 1907     | 10  | 10  | 0  | 0 | 20  | 105  | 39   | prvi, ECAHA  | Izgubili v izzivu za Stanleyjev pokal (januar 1907, Kenora Thistles), prvaki ECAHA, Zmagali v izzivu za Stanleyjev pokal (marec 1907, Kenora Thistles) |
| 1907/08  | 10  | 8   | 2  | 0 | 16  | 63   | 52   | prvi, ECAHA  | Zmagali v izzivu za Stanleyjev pokal (januar 1908, Ottawa Victorias) Zmagali v izzivu za Stanleyjev pokal (marec 1908, Winnipeg Maple Leafs) Zmagali v izzivu za Stanleyjev pokal (marec 1908, Toronto Trolley Leaguers), Obdržali Stanleyjev pokal kot prvi v ligaškem delu |
| 1909     | 12  | 9   | 3  | 0 | 18  | 82   | 61   | drugi, ECHA  | Zmagali v izzivu za Stanleyjev pokal (december 1908, Edmonton Eskimos), Izgubili Stanleyjev pokal kot drugi v ligaškem delu |
| 1910     | 12  | 11  | 1  | 0 | 22  | 91   | 41   | prvi, NHA    | Osvojili O'Brien Cup in Stanleyjev pokal (kot prvak NHA), Zmagali v izzivu za Stanleyjev pokal (marec 1910, Berlin Dutchmen) |
| 1910/11  | 16  | 7   | 9  | 0 | 14  | 73   | 88   | četrti, NHA  | Niso se uvrstili |
| 1911/12  | 18  | 9   | 9  | 0 | 18  | 95   | 96   | tretji, NHA  | Niso se uvrstili |
| 1912/13  | 20  | 10  | 10 | 0 | 20  | 93   | 90   | drugi, NHA   | Niso se uvrstili |
| 1913/14  | 20  | 7   | 13 | 0 | 14  | 102  | 125  | peti, NHA    | Niso se uvrstili |
| 1914/15  | 20  | 14  | 6  | 0 | 28  | 127  | 82   | prvi(=), NHA | Izpad proti Ottawa Hockey Clubu |
| 1915/16  | 24  | 10  | 14 | 0 | 20  | 90   | 116  | peti, NHA    | Niso se uvrstili |
| 1916/171 | 10  | 3   | 7  | 0 | 6   | 56   | 72   | peti, NHA    | Niso se uvrstili |
| 1916/172 | 10  | 2   | 8  | 0 | 4   | 38   | 65   | četrti, NHA  | Niso se uvrstili |
| 1917/181 | 6   | 1   | 5  | 0 | 2   | 17   | 35   | -            | Nepopolna sezona |
| Skupaj   | 212 | 122 | 90 | 0 | 244 | 1188 | 1045 |              | |

- 1 - prva polovica sezone
- 2 - druga polovica sezone

## Znameniti hokejisti

### Člani hrama slavnih
| - Dickie Boon - Harry Cameron - Sprague Cleghorn - Jimmy Gardner | - Joe Hall - Riley Hern - Tom Hooper - Harry Hyland | - Jack Marshall - Ernie »Moose« Johnson - Lester Patrick - Art Ross | - Ernie Russell - Bruce Stuart - Hod Stuart |

### Hokejisti lihe NHL
| - Billy Bell - George »Gerry« Geran - Tom Hooper | - Harry Hyland - Bert Lindsay - Jack Marks | - Jack McDonald - Dave Ritchie - Art Ross | - Raymie Skilton - Phil Stevens - Kenneth Thompson |